# Európa földrajza

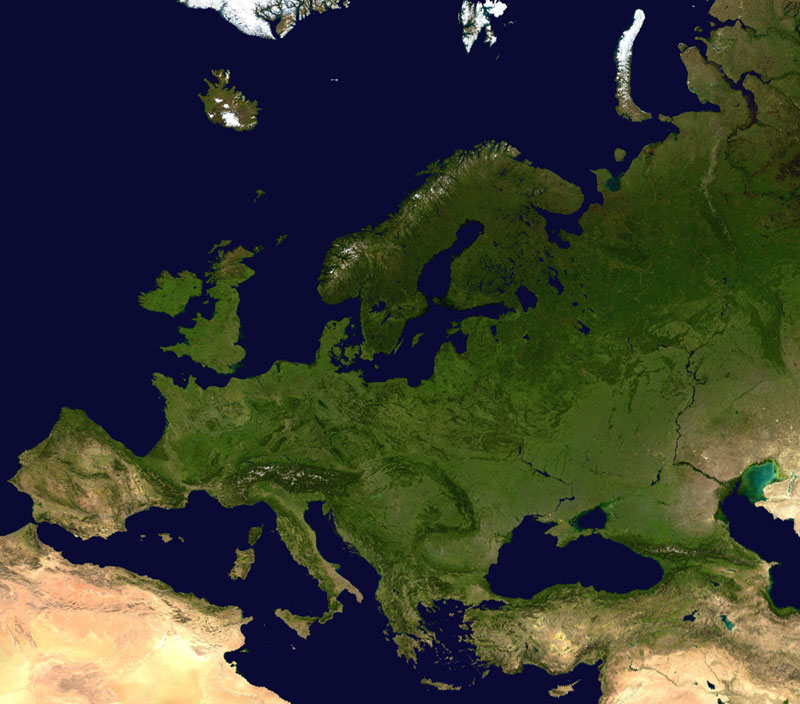
Műholdfelvétel Európáról

Európa a Föld hét kontinense közül az egyik. Ázsiától megállapodás alapján megrajzolt határok választják el. Nyugaton az Atlanti-óceán, északon a Jeges-tenger, keleten az Urál hegység, az Urál folyó és a Kaszpi-tenger, délkeleten a Kaukázus és a Fekete-tenger, délen a Földközi-tenger határolja.
Európa a legtagoltabb partvonalú kontinens, a területének több, mint egyharmada sziget vagy félsziget. Európa legnagyobb szigete a Brit-sziget, a legnagyobb félszigete a Skandináv-félsziget.

## Éghajlat

Európa éghajlati övezetei

Európa a mérsékelt övezetbe tartozik, kivéve a legészakibb területeket, amelyek már a hideg övezetbe tartoznak. Éghajlatát elsősorban földrajzi fekvése (távolsága az Egyenlítőtől valamint az óceántól) és domborzata határozza meg.
A kontinensen az alábbi éghajlatok alakultak ki:
- Mediterrán éghajlat: Európában mediterrán éghajlatú terület a Földközi-tenger partvidékén alakult ki,. A nyár forró és száraz, a tél hűvös és csapadékos.[2] Az évi középhőmérséklet 10–20°. A csapadék eloszlása egyenlőtlen.
- Óceáni éghajlat: Óceáni éghajlat Európában a nyugati partvidéken a legjelentősebb. Ezek a területek csapadékosak, napfényben szegények, valamint kicsi az évi közepes hőingás.[1]
- Kontinentális éghajlat: Európában kontinentális éghajlat főleg Közép-Európában és Kelet-Európában jellemző. Ezeken a területeken nagy az évi közepes hőingás, a nyár meleg, a tél hideg. A csapadék eloszlása egyenetlen. A nedves kontinentális éghajlatú területeken kisebb az évi közepes hőingás és csapadékosabb, mint a száraz kontinentális éghajlatú területeken.[1]
- Boreális vagy hideg mérsékelt éghajlat: Európában boreális éghajlatú területek főleg a Skandináv-félszigeten alakultak ki. A nyár rövid, meleg és csapadékos, a tél hosszú és hideg. A téli csapadék többnyire hó formájában hullik.[1]
- Tundra vagy sarkköri éghajlat: Európa tundra éghajlatú területei Észak-Európában (az északi sarkkörön túl) találhatóak. Ez az éghajlata a Jeges-tenger szigeteinek is. Ezeken a területeken két évszak váltakozik, a hosszú, zord tél és a rövid, hűvös nyár. A nagy hideg és az erős szél miatt a zuzmók a legjellemzőbb növények.[1]
- Hegyvidéki éghajlat: A hegyvidékeken a függőleges övezetesség jellemző. A legteljesebb övezetesség az Alpokban alakult ki, de jellemző a Pireneusokra és a Kárpátokra is.[1]

## Folyók

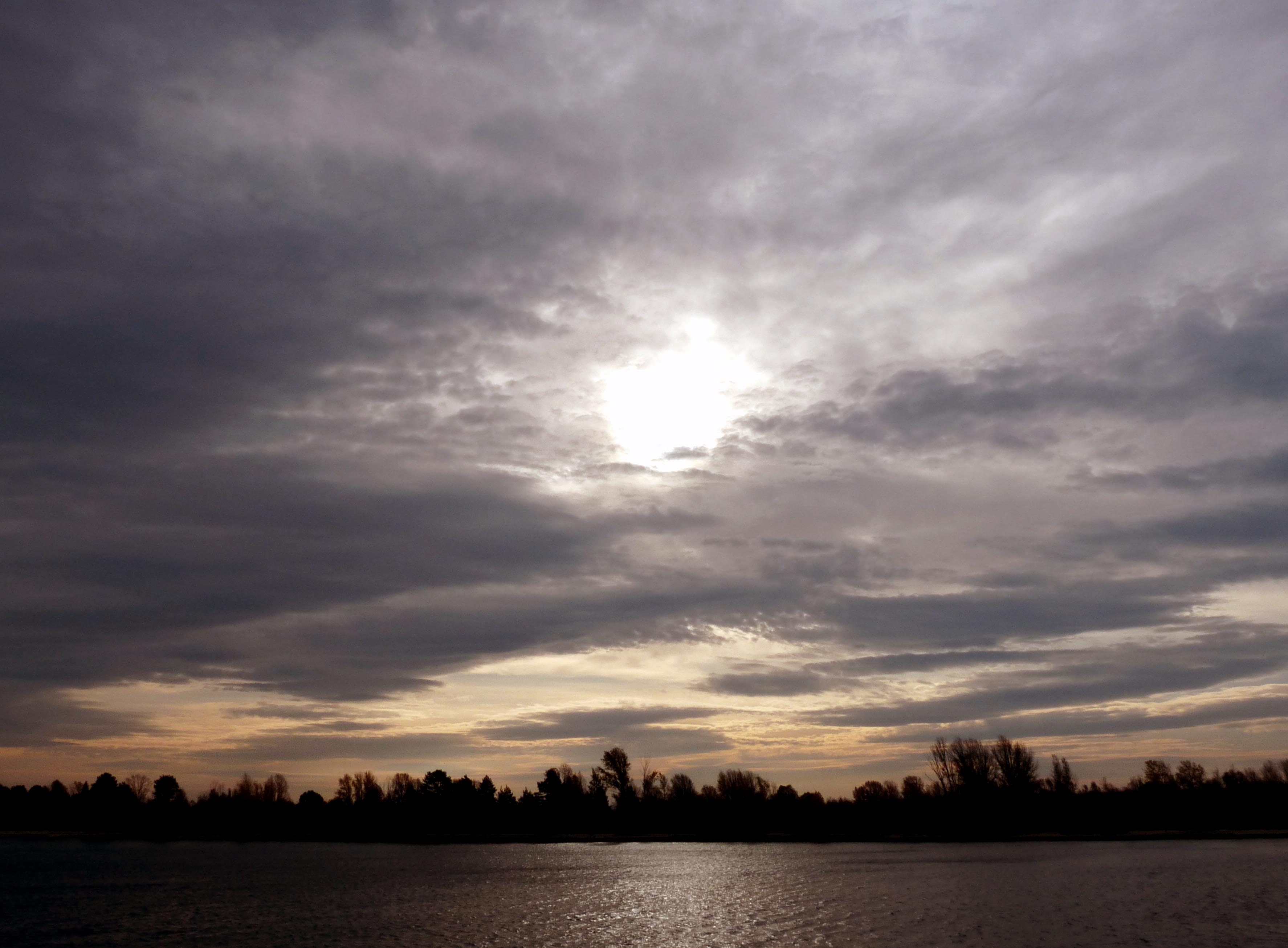
Európa leghosszabb folyója, a Volga

Európa leghosszabb folyói becsült hosszukkal:
1. Volga – 3 692 km
2. Duna – 2 860 km
3. Urál – 2 428 km
4. Dnyeper – 2 290 km
5. Don – 1 950 km
6. Dnyeszter – 1 362 km
7. Rajna – 1 320 km
8. Elba – 1 091 km
9. Visztula – 1 047 km
10. Daugava – 1 020 km

## Hegységek
Európa fontosabb hegységei:
- Alpok
- Urál
- Kárpátok
- Kaukázus
- Appenninek
- Pireneusok

### Alpok

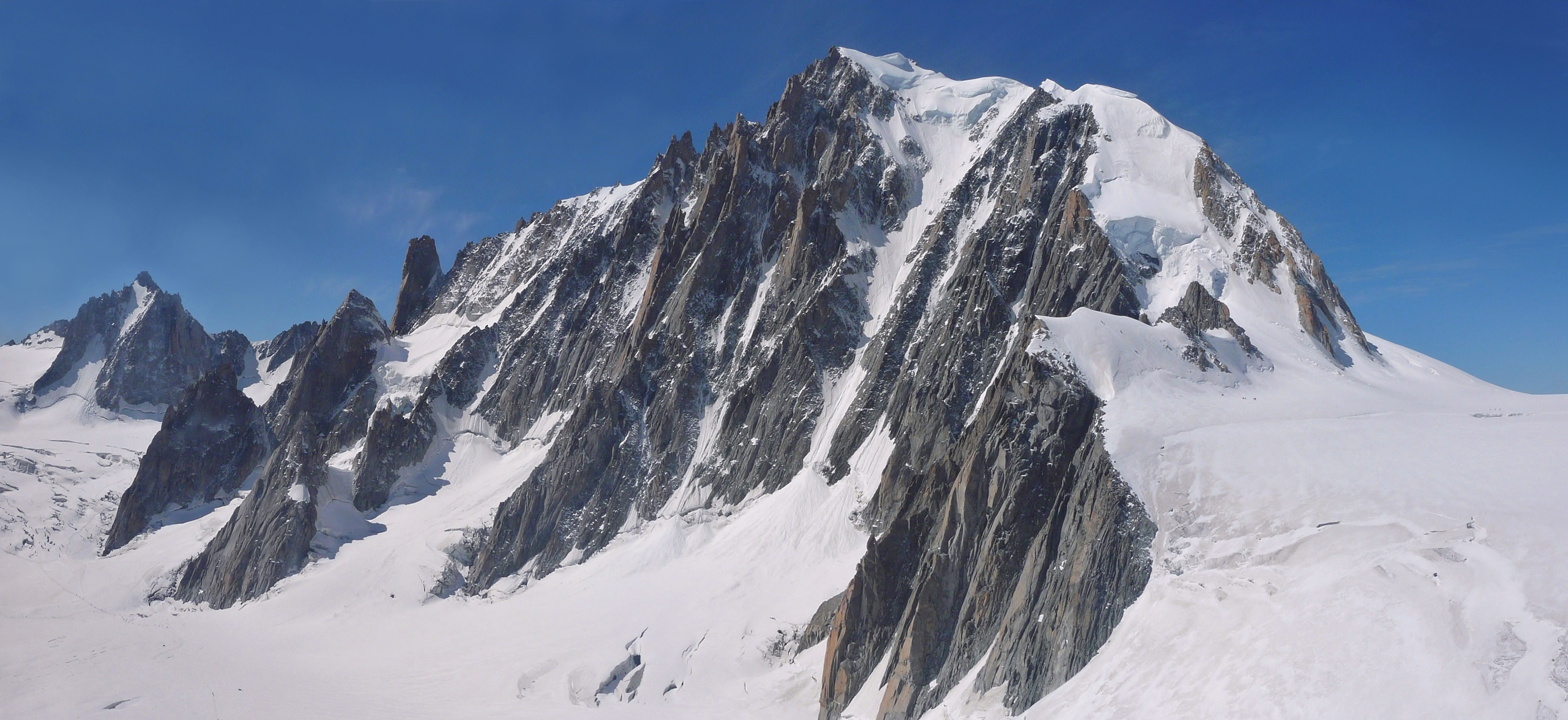
Mont Blanc Európa legmagasabb hegye

Az Alpok Európa legmagasabb gyűrthegysége. Olaszországban,  Svájcban, Ausztriában, Szlovéniában, Liechtensteinben, Franciaországban és Németországban helyezkedik el. Legmagasabb csúcsa, a Mont Blanc (4807 m) az Európai Unió legmagasabb hegye. Két fő vonulatra szokták osztani, a Nyugati-Alpokra és a Keleti-Alpokra. A Nyugati-Alpokban található a Mont Blanc. A Nyugati-Alpokban erősebb a jég felszínformáló munkája, így ott nagyobb jégmezők és hosszabb gleccserek vannak. Az Alpok éghajlatát főként a domborzat alakítja. A hóhatár kb. 2500 méteren húzódik.
Az Alpokban több, mint 30 000 állatfaj él. Jellemző állatai a havasi mormota, a zerge, a kőszáli kecske és a havasi nyúl.

### Urál
Az Urál hegység Oroszország nyugati részén és Kazahsztánban található, megközelítőleg észak-déli irányban futó röghegység. Európa és Ázsia határán található. Kb. 300 millió évvel ezelőtt keletkezett. Legmagasabb hegye a Narodnaja, aminek 1 894 méter a tengerszint feletti magassága.
Az Urálban megtalálhatóak Szibéria jellemző állatai, mint a vapiti, a barna medve és a szürke farkas. Jellemző fafajai a szibériai jegenyefenyő, a szibériai cirbolyafenyő, az erdeifenyő, a közönséges lucfenyő, a szibériai vörösfenyő és a szibériai lucfenyő.

### Kárpátok
A Kárpátok Ausztriától Szerbiáig terjedő közép-európai hegység. Közrefogja a Kárpát-medencét.
A Kárpátok ásványokban gazdag. Található itt vas-, réz-, kobalt-, nikkel-, mangán-, ólom- és cinkérc. Itt található Európa aranyban leggazdagabb vidéke is.

### Kaukázus
Legmagasabb csúcsa, az Elbrusz Európa legmagasabb hegye.

## Szigetek

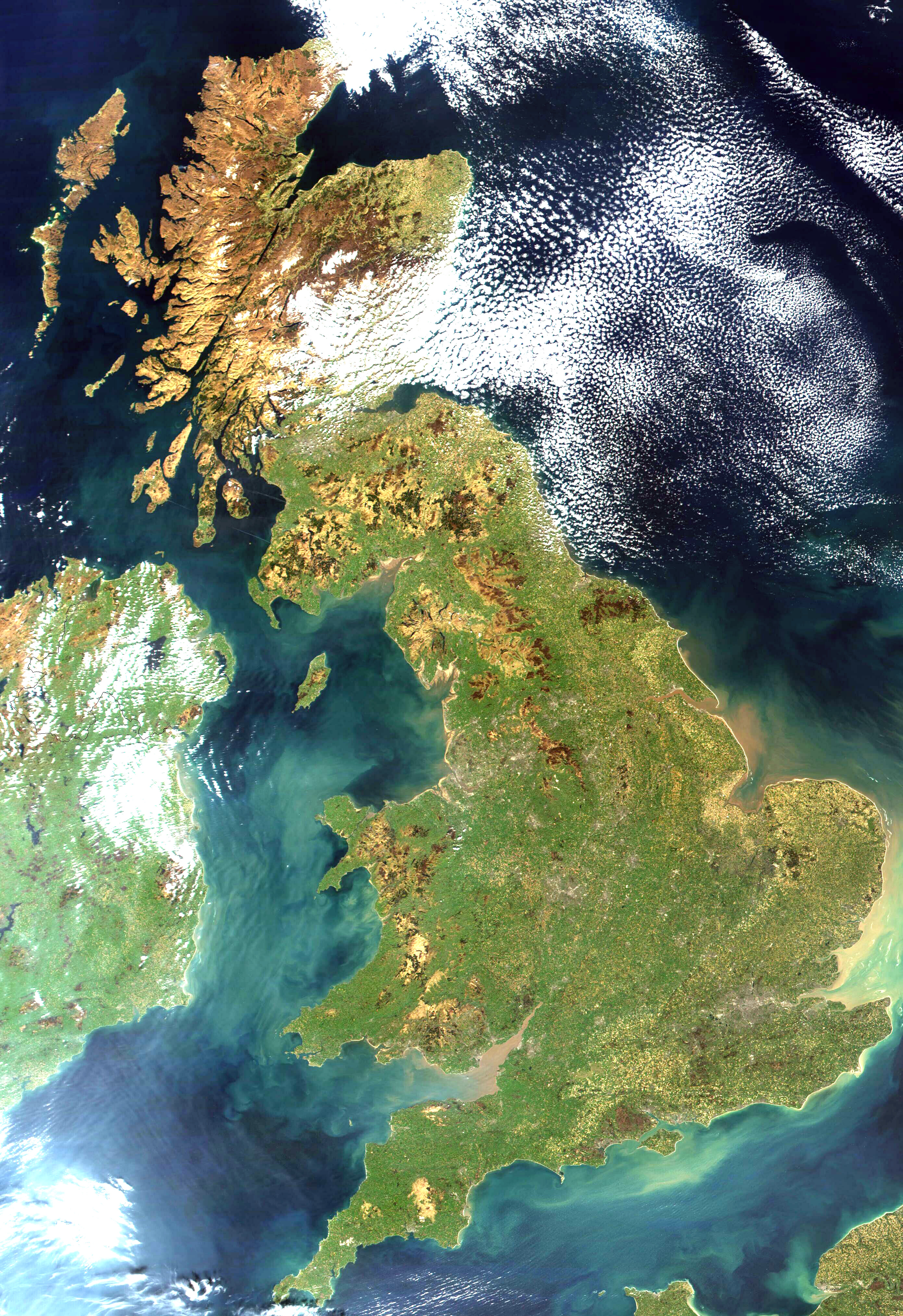
Műholdfelvétel a Brit-szigetről

Európa 10 legnagyobb szigete területükkel:
1. Brit-sziget – 229 957 km²
2. Izland – 103 000 km²
3. Ír-sziget – 83 766 km²
4. Spitsbergen – 39 368 km²
5. Szicília – 25 400 km²
6. Szardínia – 23 800 km²
7. Nordaustlandet – 15 000 km²
8. Ciprus – 9 251 km²
9. Korzika – 8 720 km²
10. Kréta – 8 260 km²

## Európai országok listája a szomszédos országok száma szerint

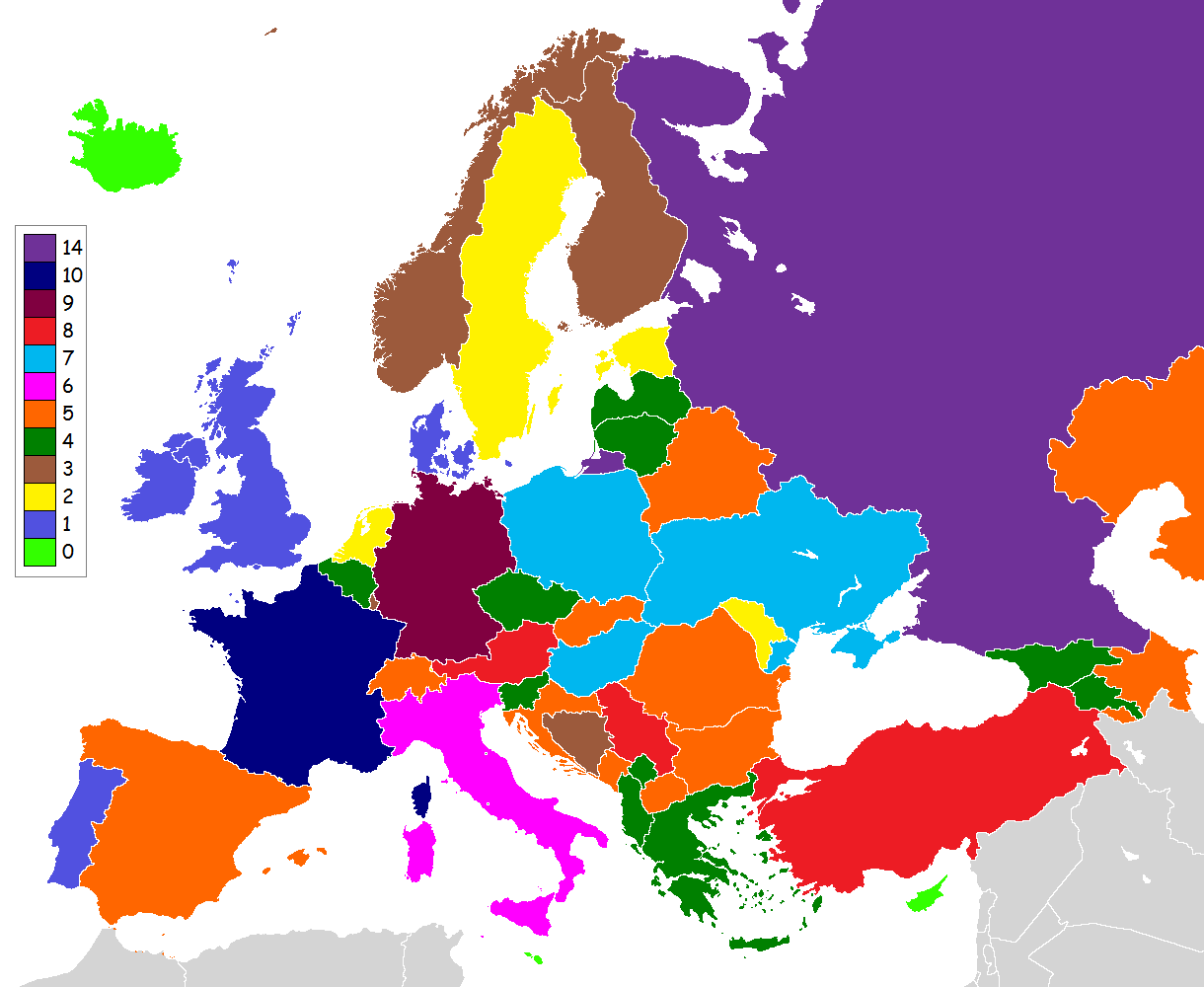
Európai országok térképe a szomszédos országok száma szerint

| Szomszédos országok száma | Országok                                                                                            |
| ------------------------- | --------------------------------------------------------------------------------------------------- |
| 14                        | Oroszország                                                                                         |
| 11                        | Franciaország                                                                                       |
| 9                         | Németország                                                                                         |
| 8                         | Ausztria, Szerbia, Törökország                                                                      |
| 7                         | Lengyelország, Magyarország, Ukrajna                                                                |
| 6                         | Olaszország                                                                                         |
| 5                         | Bulgária, Fehéroroszország, Horvátország, Észak-Macedónia, Románia, Spanyolország, Svájc, Szlovákia |
| 4                         | Albánia, Belgium, Csehország, Görögország, Koszovó, Lettország, Litvánia, Montenegró, Szlovénia     |
| 3                         | Bosznia-Hercegovina, Finnország, Hollandia, Luxemburg, Norvégia                                     |
| 2                         | Andorra, Észtország, Liechtenstein, Moldova, Svédország                                             |
| 1                         | Dánia, Egyesült Királyság, Írország, Monaco, Portugália, San Marino, Vatikán                        |
| 0                         | Ciprus, Izland, Málta                                                                               |